# Louis Chavignier
Louis Emmanuel Chavignier est un artiste et sculpteur expressionniste français originaire du Cantal, né le 16 avril 1922 à Montboudif, mort le 25 juillet 1972 à Clermont-Ferrand.

## Biographie

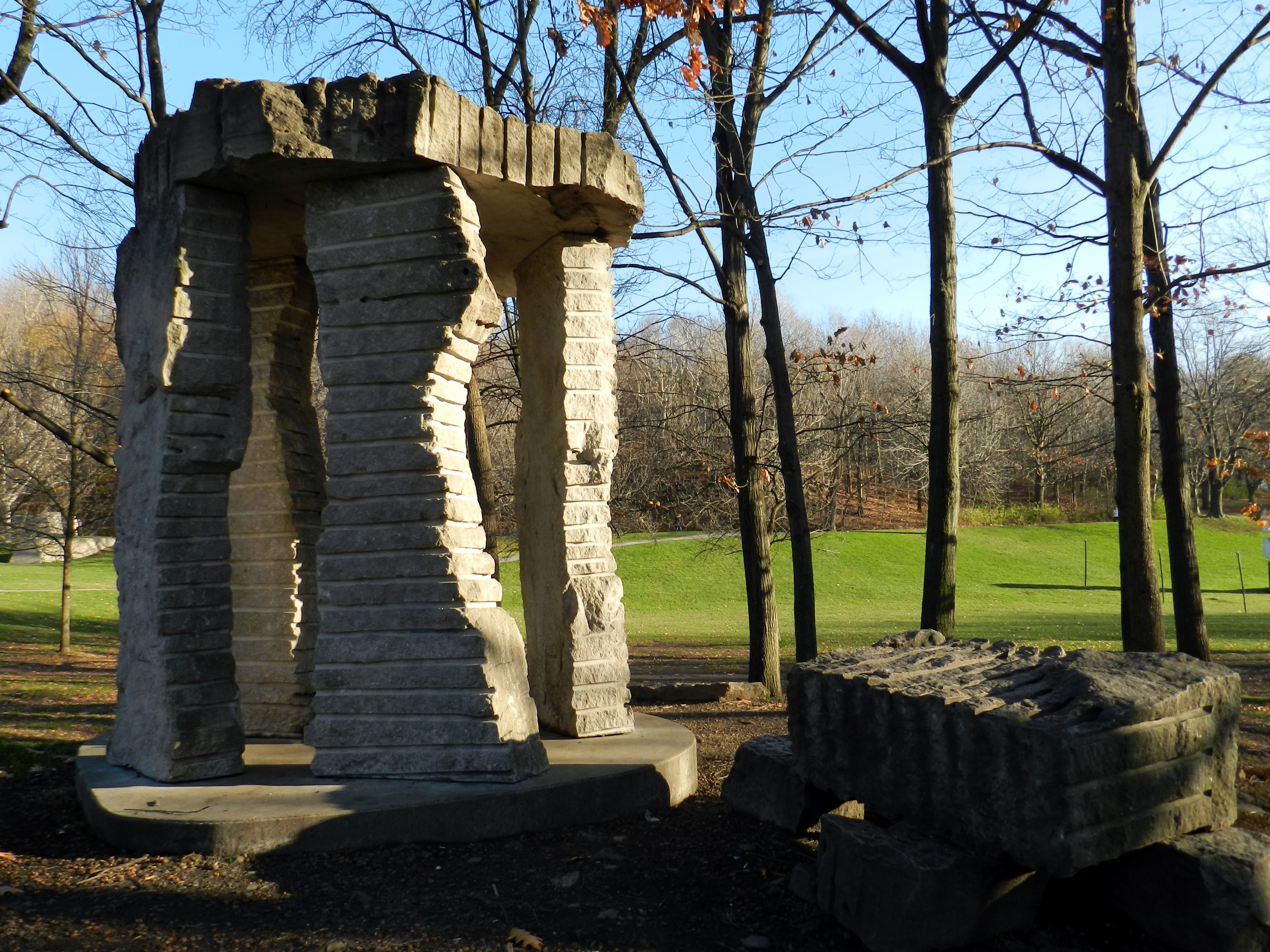
Le Carrousel sauvage, 1964 Symposium international de sculpture,Montréal

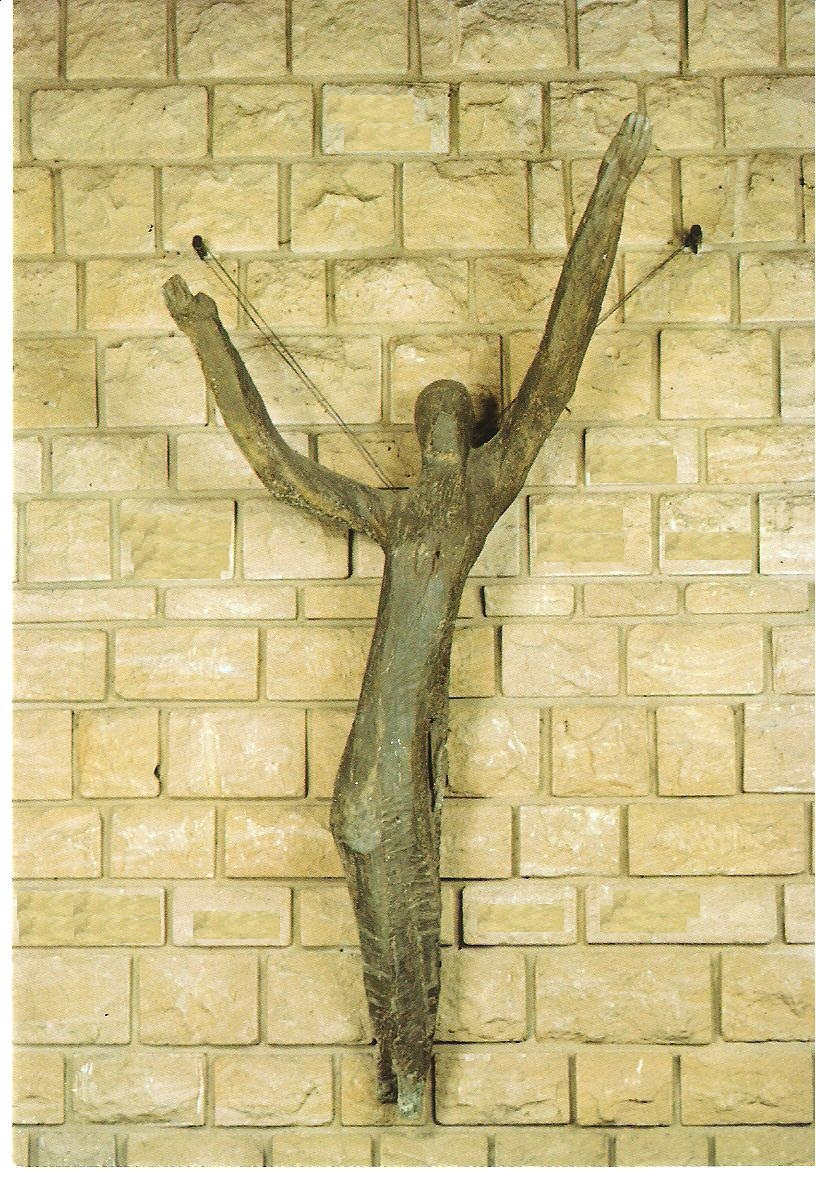
Œuvre unique. Il représente à la fois le Christ souffrant, le Christ ressuscité.

Après avoir passé son enfance en Haute-Auvergne, il fait ses études au lycée d'Aurillac. Incorporé pour le Service du travail obligatoire (STO) sous l'Occupation, s'en échappe en décembre 1943 et rejoint le maquis de Saint-Genès-Champespe dans le Puy-de-Dôme.
Après la Libération, il entre à l’école des Beaux-Arts de Paris où il se lie d'amitié avec les peintres Zingg et Maurice Boitel.
Élève de Paul Niclausse et de Georges Saupique, il est d’abord lié à la sculpture traditionnelle, d’une part travaillant comme restaurateur aux départements égyptien et chaldéen du Louvre, ainsi qu’au musée Guimet, d’autre part, réalisant de nombreux monuments, surtout des monuments aux morts de la guerre, en particulier dans sa région d’origine
Louis Chavignier quitte l'enseignement officiel et entre dans l'atelier d'Iché qui le rémunère et lui permet de s'affirmer. En 1952, il reçoit le prix Félix Fénéon et débute au Salon des réalités nouvelles, au salon de la jeune sculpture et à la Biennale d’Anvers. En 1957, il obtient, avec Antoine Poncet, le prix de sculpture d’Auvers-sur-Oise puis le Prix André-Susse en 1957. 
Louis Chavignier expose aux Biennales de Venise de 1960 et de Saõ Paulo de 1965. Il participe en 1963 au symposium de Yougoslavie puis en 1964 à celui de Montréal. À partir de 1969, il se consacre à l’enseignement, à la Sorbonne, puis à l’École des Beaux-Arts. 
Il est nommé Chevalier de l’Ordre des Arts et des Lettres.
Louis Chavignier était marié à Lucienne Chavignier, originaire de Cheylade, où ils ont restauré une maison. Il meurt brutalement à 50 ans en 1972.
« Le beau pour le beau, ça mène à l'esthétisme. Cela ne m'intéresse nullement. Voilà pourquoi mes sculptures ne sont pas rassurantes. Je veux qu'elles donnent de l'homme une image qui fasse peur à l'homme. »

## Quelques œuvres
- 1949 - Portrait en pied du Cardinal Jean Verdier -  Lacroix-Barrez (Aveyron) - une de ses premières commandes publiques
- 1950 - Pietà aux fusillés (monument aux fusillés de Ruynes-en-Margeride) - Musée Sainte-Croix à Poitiers
- 1950 - Pietà aux fusillés (monument aux fusillés) -  Ruynes-en-Margeride (Cantal)
- 1954 - Statue équestre du Général Édouard de Curières de Castelnau - Saint-Affrique (Aveyron)
- 1957 - Dessin - Lieu d'art et action contemporaine de Dunkerque (Nord)
- 1957 - Autel, Bénitier et Fonts baptismaux  - église Notre-Dame-de-la-Paix à Villeparisis (Seine-et-Marne)
- 1958 - Le Christ dit le Christ rédempteur [2] - église Saint-André d'Ezy-sur-Eure (Eure)
- 1960 - La Foudre - Montsauche-les-Settons (58230)
- vers 1960 - Sculptures sur la façade de l'église Saint-Matthieu de Fouilloy (Somme)
- 19xx : Tapisserie derrière l'autel de l'église Saint-Quentin de Foucaucourt-en-Santerre (Somme)
- 1953- Statue de la Vierge - Lugarde (Cantal)
- 19xx - L'exilé - Dessin - Gennevilliers (Hauts-de-Seine)
- 1960 - Autel - Chapelle Saint-Gabriel de Maisons-Alfort (Val-de-Marne)
- 1961 - Croix Monumentale en bronze - église Saint-Michel  de La Vallée-au-Blé (Aisne)
- 1963 - Le Prophète - Strasbourg
- 1963 - Le Prophète - Mont-de-Marsan
- 1964 - Carrousel sauvage - Parc du Mont-Royal à Montréal (Canada) - créée dans le cadre du Symposium international de sculpture de Montréal
- 1960-1965 - Sculpture, fontaine de l'École nationale des impôts à Clermont-Ferrand
- 1965 - La Maison du Berger - Musée d'art contemporain du Val-de-Marne à Vitry-sur-Seine
- 1965 - Nikos - Photographie - Musée d'art contemporain du Val-de-Marne à Vitry-sur-Seine
- 1966 - Manège - Musée national d'art moderne, Centre national d'art et de culture Georges-Pompidou Paris
- 1967 - Le Vaisseau Lunaire - sculpture monumentale en acier inoxydable - collection privée Sainte-Catherine-de-Hatley (Canada) - créée dans le cadre de l'Exposition universelle de Montréal de 1967
- 1969 - Le regard blessé - Musée d'art contemporain du Val-de-Marne à Vitry-sur-Seine
- 1970 - Environnement sous-développé - Musée d'art contemporain du Val-de-Marne à Vitry-sur-Seine
- 1971 - Sculpture en acier peint - Collège d'enseignement secondaire (CES) Gustave Monod à Vitry-sur-Seine
- 1976 - Sculpture en acier inoxydable - lycée professionnel Camille Claudel à Vitry-sur-Seine,  - réalisée par Pierre Baqué
- 19xx - Sculptures dans l'église Saint-Sauveur - Arras (Pas-de-Calais)
- 19xx - Sculptures dans l'église - Capelle-lès-Hesdin (Pas-de-Calais)
- Monument aux morts de Cheylade (Cantal)
- Sculpture aux entrées des collèges de Condat (Cantal) et Riom-ès-Montagnes (Cantal)
- 19xx - La Caravelle - Sculpture - Lycée de Borda à Dax (Landes)
- 19xx - Christ en bronze, église de Bort-les-Orgues (Corrèze)
- 19xx - Sculpture - Chevilly-Larue (Val-de-Marne)
- 19xx - Mur-miroir en acier - Massy (Essonne)
- 19xx - La Fugue - Rosny-sous-Bois (Seine-Saint-Denis)
- 19xx - Clocher et cœur de la chapelle Saint-Jean-Marie-Vianney à Rueil-Malmaison.
- vers 1972 - 3 Sculptures dans la cour de l'Institut universitaire de technologie (IUT) de Cachan (Val-de-Marne)

- Monument des fusillés de Reims[1]
- Monument aux morts de Cheylade (Cantal)[1]
- Monument aux morts d'Altkirch (Haut-Rhin)[1]
- Jeanne d'Arc, Orléans[1]

### Films documentaires
- La Forme des choses de Jacques Giraldeau (1965)
- Le Nouveau Dictionnaire des idées reçues de Guy Seligmann (1969) sur un texte de François Billetdoux